# TBS 비디오 문제
TBS 비디오 문제(일본어: TBSビデオ問題, TBSビデオもんだい)는 1989년 10월 26일에 TBS의 와이드 쇼인 『3시에 만납시다』의 스태프가 변호사인 사카모토 쓰쓰미가 옴진리교를 비판한 인터뷰 영상을 방송 직전에 옴진리교 간부에게 보여준 것이 9일 후인 11월 4일에 일어난 사카모토 쓰쓰미 변호사 일가족 살해 사건의 발단이 된 사건이다. 일본에서는 옴(진리교) 비디오 사건, 옴(진리교) 비디오 문제, 단순하게 TBS 옴(진리교) 사건, TBS 문제, TBS 사건, TBS 비디오 사건 이라고도 부른다.

## 사건의 전개
- 1989년 10월 26일

다음날인 27일의 방송에 옴진리교와 관련 내용을 내보내는 것을 기획한 『3시에 만납시다』는 26일 오전에 옴진리교 비판의 선봉에 섰던 사카모토 쓰쓰미 변호사와의 인터뷰를 녹화했다. 같은날 낮부터 『3시에 만납시다』금요일 당시 프로듀서 A(이하 A로 지칭)가 통솔하던 취재반(사회정보국)은 후지산에 있는 옴진리교 도장에서 보도국사회부와 같이 아사하라 쇼코(마쓰모토 지즈오)가 "수중 쿵바카"를 선보이는 것을 취재했다. 보도국 사회부 기자가 인터뷰를 끝낸 후에 『3시에 만납시다』취재반의 인터뷰가 시작되었다. 인터뷰가 뒤얽힌(紛糾) 가운데에 A는 사카모토 쓰쓰미 변호사의 인터뷰를 아사하라의 초능력 영상과 같이 방송한다는 것을 옴진리교 측에 밝혔다. 결국 옴진리교측에서 사전에 비디오를 보여달라고 요청했고 그 때의 사태를 수습했다. 옴진리교의 하야카와 기요히데, 조유 후미히로, 아오야마 요시노부가 당일 늦은 밤에 TBS(과학기술관)를 찾아 인터뷰가 수록되어있는 비디오를 보여줄 것을 끈질기게 요구했다. 여기서 프로그램 종합 프로듀서 B(이하 B로 지칭)가 부하에게 인터뷰를 수록한 그 비디오를 3명에게 보여주도록 지시하고 3명은 비디오를 시청했다. 하야카와는 이 때의 일을 메모 하고 있었다. 결국 옴진리교 측의 항의로 인해 TBS측의 스태프는 인터뷰(옴진리교 특집 자체에 대한)를 방송하지 말 것을 승낙·약속하고 옴진리교 측의 간부는 그 상황을 뒤로 한다.
- 1989년 10월 31일 - 하야카와, 조유, 아오야마 3명이 요코하마 법률 사무소를 찾았지만 사카모토가 교단을 고소하겠다는 뜻을 내비쳤고 결국 교섭이 결렬 되었다.
- 1989년 11월 4일 - 사카모토 쓰쓰미 변호사 일가족 살해 사건(당시에는 '실종 사건')이 발생함.
- 1995년 9월 5일 - 가나가와현 경찰이 TBS에게 수사 협력을 의뢰함. 9월 중에 도쿄지검이 TBS 관계자(A, B와 "수중 초능력"을 같이 취재한 보도국 사회부 기자도 포함)로부터 사정의 청취를 실시함.
- 1995년 10월 9일 - TBS가 사내 조사위원회를 설치함.
- 1995년 10월 12일 - TBS가 도쿄지검의 요청에 응해서 사카모토의 인터뷰 테이프를 임의 제출함.
- 1995년 10월 19일 - 닛폰 TV가 TBS가 방영 전 사카모토의 인터뷰 비디오를 옴진리교 간부에게 보여준 것을 보도함. 같은 날 TBS는 저녁에 뉴스 프로그램인 『JNN 뉴스의 숲』에서 그에 대해 부정한다는 성명을 방송함.
- 1996년 3월 11일 - TBS는 사카모토의 인터뷰 비디오를 보여준 사실은 없었다라고 말하며 "사내조사개요"를 발표.
- 1996년 3월 12일 - 하야카와 피고 공판. TBS의 프로듀서 및 하야카와의 공술조서의 요지를 알림(사건의 핵심인 하야카와 메모가 알려졌다), 요코하마 법률 사무소가 TBS에게 공개질문서(公開質問状)를 보냄. TBS는 회견에서 부인을 되풀이함.
- 1996년 3월 19일 - TBS는 요코하마 법률 사무소의 공개질문서에 대한 회답서를 제출함. 사카모토의 인터뷰 비디오를 보여준 일은 없었다고 회답. TBS의 오가와 상무가 중의원 법무위원회에 참고인을 초치(招致, 청해서 오게함). 사내조사개요에 따라서 발언.
- 1996년 3월 23일 - 하야카와 메모의 전모가 밝혀짐.
- 1996년 3월 25일 - TBS의 이소자키 히로조 사장이 사카모토의 인터뷰 비디오를 옴진리교의 하야카와 일행에게 보여준 것을 인정하는 내용의 긴급 기자회견을 염. 동시에 A의 징계·해고 처분을 발표.
- 1996년 3월 28일 - TBS의 오가와 전 상무, 중의원 법무위원회에 진사(陳謝, 까닭을 밝히며 사과함).
- 1996년 4월 2일 - TBS의 이소자키 사장 등이 중의원 체신위원회에 참고인 초치.
- 1996년 4월 3일 - TBS의 이소자키 사장 등이 중의원 체신위원회에 참고인 초치.
- 1996년 4월 30일 - TBS는 사카모토의 인터뷰 테이프 문제에 대해서 사내조사개요 등을 발표함. 19시 00분부터 19시 20분까지 이소자키 사장에 의한 특별방송 "시청자 여러분에게(視聴者の皆様)"가, 19시 20분부터 22시 50분까지 "비디오 문제검정특번『증언·사카모토 쓰쓰미 변호사 테이프 문제로부터 6년 반』(ビデオ問題検証特番『証言・坂本弁護士テープ問題から6年半』)[3]을 방영함. 우정성[4]에 최종보고서를 제출함. B의 징계 해고와 이소자키 사장 등 3명의 사임을 발표함.
- 1996년 5월 1일 - 이소자키 사장이 인책 사임. 후임은 스나하라 유키오가 됨.
- 1996년 5월 20일 - TBS는 23시 50분부터 5분간 특별 방송 "시청자 여러분에게"라는 제목으로 방영을 했으며 이 프로그램에서 스나하라 사장이 경과를 알렸음. 이후의 대책 및 사과 방송을 했다.
- 1996년 5월 20일~5월 24일 - TBS는 불상사에 의한 자숙 조치로서 심야방송을 그만둠.
- 1996년 5월 24일 - TBS는 요코하마 법률 사무소에 공개질문장에 대한 회답서를 다시 제출함. 3월 19일에 보낸 회답서를 전면적으로 철회하고 사카모토와의 인터뷰 비디오를 보여준 것을 인정했으며 동시에 유족과 요코하마 법률 사무소 등에게 진사함.
- 1996년 12월 18일 - TBS "앞으로의 방송을 생각하는 모임(放送のこれからを考える会, 의장 : 홋타 쓰토무 변호사)이 보도 현장에 있어서 "개의 확립(個の確立, 스스로 생각하고 행동하고 그 결과에 스스로 책임을 지는 것)"을 요청함.

### 국회 참고인 초치
- 1996년 3월 19일

| “ | 사내조사는 미리 판단하지 않았으며 엄정, 공정히 처리했습니다. 그 결과를 숨김없이 발표했습니다. 사내조사에서는 옴진리교의 3명에게 대응했던 사원 두 명 밖에 당일 건물내에 있던 외부 스태프등에게 상황을 들었습니다. (중략) 그랬던 상황에서 저희들은 테이프는 보여주지 않았다고 확신합니다. 검찰청의 수사결과에 대해서는 저희들은 언급할 수 없지만 사내의 조사에서는 보여줬다고 하는 사실은 나오지 않고 있다고 확신하고 있습니다. | ” |
|   | — 오가와(大川) 참고인, 중의원 법무위원회 |   |

- 1996년 3월 28일

| “ | 3월 19일 이곳 법무위원회에서 사내조사의 결과를 보고 했습니다만 그 후 새로운 사실이 밝혀졌습니다. TBS 사원이 옴진리교의 간부 세 명에게 사카모토 쓰쓰미 변호사의 인터뷰 테이프를 보여주었습니다. 전에 이 위원회에서 보고한 내용은 착오라고 말할 수 있습니다. 정말 죄송합니다. 정정하면서, 같이 사죄 드립니다. | ” |
|   | — 오가와(大川) 참고인, 중의원 법무위원회 |   |

## TBS 비판과 과열

### 보도윤리의 위반
TBS측의 스태프가 옴진리교 간부에게 비디오를 보여준 것은 정보원의 비밀이라고 하는 저널리즘의 원칙에 반하여 보도윤리를 크게 위반한 것으로 비판을 받았다. 또 TBS가 비디오를 옴진리교 간부에게 보여준 것으로 인해 사카모토가 살해당했다라고 하는 비난도 있었고 TBS 이외의 보도 기관이나 여론도 이것을 인정하고 TBS를 비판해서 책임을 추궁했다. 게다가 옴진리교 간부의 공판에서 당사자의 공술이나 메모가 밝혀진 것이 알려지고 사실을 인정하기까지 5개월 이상에 걸쳐 틀린 것 투성이인 '내부조사'를 근거로 의혹을 계속 부정하고 이전의 조사의 불투명함으로부터 볼 때 TBS는 사실을 파악하고 있는데도 의도적으로 숨긴 것 아니냐는 의심을 받고 있었다. 이러한 엉터리 대응에 대한 위기 관리의 실패도 TBS 비판을 더욱더 가속화하는 요인이 되었다.

### 내부조사의 파탄
당초 조사위원회 설치를 할 때는 보도국을 중심으로 한 선후책이 모아졌지만 1995년 10월 19일 닛폰 TV의 의혹보도로 인해 사태가 일변하게 된다. 일련의 경위를 파악하고 있지 않던 일부 경영 간부가 닛폰 TV에게 항의를 표했다. 간부들의 독단에 가까운 형태로 <뉴스의 숲>에서 항의 성명의 방송이 결정되기도 했다. 이 항의 성명의 방영으로 인해 TBS는 의혹을 부정하지 않을 수 없었던 상황에까지 몰리게 되었던 것이다. 그러고 나서 조사위원회는 경영간부가 중심으로 되지만 그 조사는 해당 프로듀서들로부터 들은 것만으로 그 발언을 '그대로 받아들인 결론'이 되었던 것이다. 그것도 해당 프로듀서는 TBS의 내부 조사와 검찰의 사정 청취에 다른 발언을 했고 TBS의 내부위원회는 이 일을 파악 조차 하지 못했다. 일련의 경위로부터 비디오 문제는 보도·저널리즘이나 보도기관에 신뢰를 크게 뒤흔든 매우 중대한 사건이 되었다.
또한 TBS는 피해자의 유족에 대해서도 불성실한 대응을 하고 있었다. 미야코(쓰쓰미의 부인)의 아버지인 오야마 도모유키(大山友之)의 수기 《미야코 들립니까》(2000년, 신조사)를 227쪽부터 조금 긴 인용을 했다.
(전략)

 1주일 후인 3월 19일, 중의원 법무위원회에서 참고인으로서 초치된 TBS 상무는 이 모순에 막혀서 대답이 궁해지고 결국 추태를 보이는 결과를 보이고 있습니다. 결국 같은 해 4월 30일 TBS는 감독관청인 우정성에 사건의 전말을 보고합니다. 이 "사카모토 테이프 조사보고의 요지"에 의해서 몇몇 일간지 회사의 기사를 읽고 비교해 보았지만 TBS가 속이려했던 의도가 보인 반면 사태의 진상이 전혀 밝혀지지 않은 것에 강한 분노를 느꼈습니다. 거기서 저는 직접 TBS에 요청을 해보았습니다. 진상을 이 눈과 귀로 확인 하고 싶었기 때문입니다. 집에서 TBS 본사로 전화를 걸고 광고 담당부서에 연결되었으며 주소, 성명, 어떤 입장에 선 사람인지를 이번에는 또 다른 남자의 소리가 느닷없이 들리며 "도대체 뭘 어쩌라는거야! 뭘 요구하는거야!" 이렇게 으름장을 냈습니다. 이거에 놀랐습니다. 엄청난 분노도 솟았습니다. 하지만 저는 진상을 아는 것과 우정성에 제출한 보고서와 똑같은 것을 입수하는 것이 목적임을 생각하고 꾹 참고 "요구가 아니라 부탁하는 전화입니다. 사카모토 비디오의 보고..."라고 말하자마자 또 전화 상대가 바뀌었습니다. "저는 광고부 부장 XX입니다" 있었습니다! 책임자는 자리를 비웠다면서 그 장소에 있었던 것입니다! 정중하게 자기 소개는 했습니다만 용건을 전하니 "있긴 있습니다만 남은 부수도 적고 부외자(部外者)에게 보여주는 것도 아닙니다만 어쩔수 없군요, 보내겠습니다"라는 대답이 돌아왔습니다. 역시 저는 부외자였습니다. "어쩔 수 없네 보내줄 거니까 고맙게 생각해라"라고 끝난 정도의 인간으로서 일을 맡은 것입니다. 매스 커뮤니케이션이라고 하는 특권의식에 사로잡힌 그들의 거만함을 강하게 느꼈습니다. 물론 매스 커뮤니케이션을 뭉뚱그려서 말할 생각은 없습니다. 다만 형법에 저촉하기까지 말할 수 없더라도 도무지 이성이 있는 인간으로서 해서는 안 되는 과오를 저지르고 그것을 부끄럽게 여기지도 않고 거꾸로 끝까지 숨기려고 한 TBS의 당시의 경영진은 매스 커뮤니케이션의 최하급에도 들 수 없으며 아니 아예 두어서는 안된다라는 생각은 지금까지도 바뀌지 않고 있습니다. 이러한 경위는 있었습니다만 96년 5월 2일에 광고부장이 첨부한 것과 함께 다음의 표제의 서류를 보내 준 것은 고맙게 여기고 있습니다. (하략）

### 매스미디어와 시청자 간의 신뢰 관계
TBS가 비디오를 보여준 것을 인정하며 전면적으로 입장을 바꾼 1996년 3월 25일, TBS의 간판 프로그램 《NEWS 23》의 캐스터를 맡고 있던 지쿠시 데쓰야는 그 날 방송에서 "매스미디어가 시청자 간의 신뢰 관계를 신뢰 관계의 상에서 존재하고 있던 것을 위반했다"라며 "TBS는 오늘 죽은 것이나 다름 없습니다.…… 오늘 오후 저는 이 프로그램을 마지막으로 그만두기로 결심했습니다"라고 발언했다. 이 발언도 엄청난 반향을 불러왔다.

### 잇따른 파문
한편 여론의 TBS 비판이나 "TBS가 비디오를 옴진리교 간부에게 보여줘서 사카모토가 살해 당했다"라는 비난에 대해서는 사카모토는 그 이전에 라디오에 출연해서 아사하라와 전화로 토론을 했으며 "TBS가 보여준 테이프의 내용이 살해의 직접적인 동기로 되었던 건 아닙니까"와 같은 보도는 "타당성을 깎아내리고 있다"라는 반론이나 "TBS 비난에 즐거워해서(보도 윤리로서) 문제의 본질을 놓치고 있다"라는 이의도 있었다. 또한 이것들의 비판이 지나쳐서 비판의 대상이 살해 피의자인 옴진리교에서 TBS로 넘어간 것으로 일련의 옴진리교 사건 바로 그것에 대한 진상 규명이 소홀했다는 의견도 있다.

## 그 후의 TBS

### 프로그램 대폭 개편
TBS는 일찍이 "민족의 웅", "보도의 TBS"(<8시야! 전원 집합>이나<미토코몬(水戸黄門)>, <JNN 뉴스코프>, <퀴즈 더비> 등의 인기 프로그램이 많았다) 등으로 불렸지만 1980년대 후반부터 1990년대에 걸쳐서 사내의 인원 구성의 고령화 등으로 프로그램 편성의 개혁이 뒤떨어지는 일이 발생하고 닛폰 TV나 후지 TV에 시청률을 내주고 TBS는 전체적으로 시청률의 하락의 늪에 빠지게 되었다. 특별히 평일 정오대에는 『신고의 오래 기다렸어(新伍のお待ちどおさま)』를 빼고 이른바 죽음의 틀 이라고 야유를 받았다. 또 평일 밤 10시에 TV 아사히의 『뉴스 스테이션』에 대항해서 밤 10시에 뉴스 프로그램을 신설했지만 시청률 부진의 이유로 2년 만에 사라졌다(『JNN 뉴스 22 프라임 타임』, 『JNN 뉴스 테스크 '88・'89). 게다가 『퀴즈, 100명에게 물었습니다』나 『기미아·브레이쿠』등 인기 프로그램을 억지로 폐지하고 억지로 시작한『무브』도 시청률이 엄청 낮았다. 2000년대 이후에는 1970년대~80년대의 인기를 자랑하는 프로그램의 재편집판이나 리메이크판 등을 방송하는 것이 매우 증가해서 어쩐지 프로그램 편성에 복고풍의 부분이 나타나는 것이 보여진다.
그러나 한편으로는 와이드쇼인 『모닝Eye』, 『3시에…』의 다음 프로그램인『슈퍼 와이드』, 아침 방송인『빅모닝』→『더 프레쉬!』, 심야 방송인『브로드 캐스터』, 『스페이스 J』가 높은 시청률을 얻고 있다. 이런 상황 속에서 비디오 문제가 발각된 것이다. 결국 1996년 6월 중의 개편 이후, 편성·조직의 개혁을 실행하게 된다.

### 보도 쪽의 와이드쇼 일체 중단
1985년에 드러난 TV아사히의 오후 프로그램 『애프터눈 쇼』의 '야라세 린치 사건' 이상의 방송계 치대의 사건이 되어버린 이 문제에 대해 TBS는 사회적 비난을 뒤집어쓰고 각 넷국(net局)에게도 큰 타격을 전했고 보도와의 선을 그은 것이 애매하게 되었다는 지적을 받고 당시 방송 중에 있었던 보도 쪽의 와이드쇼 프로그램을 중단하는 소위 '보도 쪽의 와이드쇼'라고 불리는 프로그램으로부터의 철퇴를 표명했다. TBS는 1996년 6월과 10월에 개혁을 실시했다.

### 심야방송의 자숙
불상사에 의한 자숙조치로서 5월 20일부터 24일까지 5일간 TV의 심야방송을 그만두거나 이 기간은 NEWS23의 방송을 제1부만 하도록 단축하기도 했다. 라디오의 심야방송은 평상시와 같이 진행되었다. 이 외에 지방국에서는 TBS의 심야 프로그램을 보여주지 않고 통쾌! 아카시가 전시대(본편은 간사이 로컬)등 MBS의 프로그램을 보여주는 케이스도 있었다.

### 기구(機構) 개혁
당시 이른바 보도 쪽의 와이드쇼계의 프로그램 뿐만 아니라 정보계에서 일부 버라이어티에 이르기까지 수많은 프로그램이 '사회정보국' 이라고 불리는 섹션에서 제작 되었지만 이 건에 관해서는 「보더리스(borderless, ボーダーレス)」「노장르(non-genre)」의 섹션이기 때문에 일어난 문제는 아닐까하는 안팎에서의 지적도 있었다.
이러한 소리를 감안해 사회정보국을 폐지했다. 폐지 후 뉴스계의 프로그램은 일단 모두 보도국에서 이관됐고 그 외의 프로그램은 모두 제작국에서 이관됐으며 이것이 후에 TBS 사내의 제작국, 라디오국 등을 회사를 쪼개게 하는 원인이 되었다. 2000년에 TBS 엔터테인먼트, TBS 스포츠, TBS 라디오&커뮤니케이션즈, 2001년에는 TBS 라이브에 저마다 회사에서 나뉘었던 엔터테인먼트, 스포츠, 라이브의 3개 회사도 2004년에 도쿄 방송으로 통합되었다. 2009년에 TBS 자체적으로 이름을 '주식회사 도쿄 방송(약칭 : TBS 홀딩스, TBSHD)으로 변경, 방송 면허 승인을 포함한 텔레비전 방송사업 및 문화사업의 현재의 일 전부를 도쿄 방송에 분할해서 순수 소유주 주식회사가 되었다.
이와 관련해서 TBS에서의 이 흐름을 받아 TV 도쿄 이외의 도쿄에 있는 다른 방송국도 같은 부서의 정리재편을 시작해서 닛폰 TV 방송망(사회정보국)과 후지 TV(편성국 사회정보부)는 각기 단계적으로 폐지·일반 프로그램 제작 부문으로의 흡수등이 진행되었다. TV 아사히(정보국)만 개편을 하지 않고 같은 부서는 유지했다(2007년의 기구 개혁에서 정보국은 보도국으로 흡수되었다).

### 노선 변경
1996년 6월 개편에서는『슈퍼 와이드』(『3시에 만납시다』의 후속 프로그램)이 종료되고 4개월간 드라마 재방송을 했다. 『당신에게 온타임(あなたにオンタイム)』·『프레쉬!(フレッシュ!, Fresh!)』를 폐지하고 같은 시간에 타 방송사에서 방영하는 프로그램(裏番組)인『줌인!! 아침!(ズームイン!!朝!)』을 의식해서 지방정보를 다루는 프로그램인 『안녕 쿠지라(おはようクジラ)』를 시작했다. 한편으로는 버라이어티 방송인 『퀴즈 악마의 속삭임』을 종료하고 『빛나는 일본의 별!』을 시작했다.
9월에는 『스페이스 J』·『모닝Eye』가 끝났으며, 『모닝Eye』의 후속 프로그램으로는『동그란 마켓(はなまるマーケット)』을, 『슈퍼 와이드』를 방송하고 있던 오후 3시대에 『레이디스4』(TV 도쿄 제작)와 같은 살롱 토크를 중심으로 한 정보 프로그램『근사한 당신』을 시작했다.
『선데이 모닝』과 『브로드 캐스터』(2008년 9월 종료)는 보도국 제작에 이행했기 때문에 중단되었다.
『동그란 마켓』에 대해서는 방송 시작 후 10년을 넘는 인기 장수 프로그램이 되어서 노선 변경의 성과를 가져왔다.

### 거듭되는 방송 개편
그러나『안녕 아침』·『근사한 당신』 및 정오 때는 시청률이 나빠져 리뉴얼·중단이 반복되었다. 『저스트』는 트렌드 정보를 충실히 이행했고 『베스트 타임』은 집안 일이나 가계, 방의 개선 등을 테마로 두었다. 한편으로『저스트』가 정식으로 예능 뉴스를 다룬다던가 『베스트 타임』은 프로그램 주체로 뉴스를 와이드쇼적 출연으로 소개하는등 종전의 정의에 의한 '보도쪽의 와이드 쇼'의 사실상의 부활로 파악할 수 있게 되었다.
2005년에는 "TBS 평일 와이드 대개편"이라고 선전한 개혁을 실시했다. 보도국이 주체인 『이브닝5』외에 『미노몬타의 아사즈밧!』, 『오늘발 플러스!』(2006년 9월 종영}을 시작했다. 2006년 10월 개편에서 『핑퐁!』, 『2시, 차오!』(모두 2009년 3월 종영)을 시작했다. 모두 정보 프로그램으로 구분되어 있다. 하지만 『아사즈밧!』의 TBS 후지가(家) 날조 보도 문제 등 불상사가 잇달아 발각되고 있다.
『2시, 차오!』는 2007년 9월에 제작비의 사정으로 중단되었다. 『더 와이드』(닛폰 TV 방송망)를 보고 있던 시청자를 끌어들여 시청률 두 자릿수를 기록하고 있었다. 하지만 도라바라 ZONE을 거치고 간사이 로컬 프로그램에서 전국 넷 프로그램으로 오른 『정보 라이브 미야네가게(情報ライブ ミヤネ屋)』(요미우리 TV)가 2008년 여름부터 간토 지방에도 방송되면서 시청률을 빼앗겨 고전했고 2009년 3월 종영했다. 또한 『2시, 차오!』에서는 방송 중에 여성 리포터가 상해 사건을 일으켜서 서류 송검되기도 했다.
2009년에는 또 대폭적인 개편을 실시했다. JNN뉴스의 일부를 빼고 『THE NEWS (TBS・JNN)』로 이름을 바꿨다. 골든 타임의 뉴스 프로그램 『총력보도! THE NEWS』를 시작으로 4시간 연속 프로그램인『히루오비!』, 17시 대에는 정보 버라이어티 프로그램『사카스상』(サカスさん)으로 흥을 돋구며 시작함에도 불구, 전편보다도 시청률이 낮아졌다. 심할 때는 한자리수까지 내려가서 『미토코몬』의 재방송(16시대에 방송)이 1일중으로 최고 시청률 프로그램이라고 불리는 불명예스러운 기록도 생겼고 게다가 TV 도쿄에게 지는 날도 있어서 '(1992년 이후로) 역사를 배우지 않고 있다', '이제(아카사카스 재개발등으로 이익을 얻고 있는) 부동산업에 전환해서 면허를 반환해야한다'등 독한 의견도 나오고 있다. 게다가 7월 17일을 기해서 『히루오비!』, 9월 28일에는 『총력보도! THE NEWS』를 각기 축소했다. 1996년의 노선 변환 직후의 수준까지 대폭 후퇴해버렸다.

## 같이 보기
- 사카모토 쓰쓰미 변호사 일가족 살해 사건
- 옴진리교(현재 : 알레프)